# Kruševica (gmina miejska Lazarevac)
Kruševica (cyr. Крушевица) – wieś w Serbii, w mieście Belgrad, w gminie miejskiej Lazarevac. W 2011 roku liczyła 580 mieszkańców.